# Skopje
Skopje (in macedone Скопје?, Skopje; in albanese Shkup; in serbo Скопље?, Skoplje) è la capitale della Macedonia del Nord.
Con i suoi 526502 abitanti (2021) è anche la città più popolosa del Paese.
La Città di Skopje costituisce una speciale area amministrativa nell'ordinamento dello Stato, la Grande Skopje, costituita da dieci comuni. Con più di un quarto della popolazione del Paese, è il centro politico, culturale, economico ed accademico della nazione. Conosciuta al tempo dei romani sotto il nome di Scupi, la città si è sviluppata rapidamente dopo la seconda guerra mondiale, ma questa crescita venne interrotta nel 1963 quando fu quasi completamente distrutta da un disastroso terremoto.
Skopje si trova lungo il corso superiore del fiume Vardar (Assio) e su una delle strade principali dei Balcani tra l'Europa centrale ed Atene. È un centro principale per le industrie metalmeccaniche, chimiche, tessili, di stampa e concerie, ma ha sofferto molti fallimenti dal 1991. Lo sviluppo industriale della città è stato accompagnato dallo sviluppo del commercio e del settore bancario, così come nel campo della cultura e dello sport. Skopje è anche un mercato di prodotti agricoli e zootecnici. L'università risale al 1949, quindi la città è anche un importante centro culturale nell'ambito della Repubblica. Ospita uno dei due aeroporti dello stato.
È stata scelta per essere capitale europea della cultura nel 2028 insieme alla ceca České Budějovice e alla francese Bourges.

## Storia
Skopje ebbe origine da un insediamento illirico, Scupi, conquistato dai Romani e centro importante prima della Dardania e poi della Mesia. Per la sua posizione strategica sotto Augusto fu sede di una fortezza legionaria. Nell'ambito degli eventi che portarono alla caduta dell'Impero Romano d'Occidente, Skopje -in quanto parte della Mesia- seguì le vicende dell'Impero Romano d'Oriente (Impero Bizantino), e a Tauresio, a 20 chilometri dalla città, nacque Giustiniano, uno degli imperatori che resero grande Costantinopoli. Proprio sotto il suo dominio Scupi venne devastata da un terremoto, nel 518, l'imperatore allora, ordinò la ricostruzione della città che venne ribattezzata Justiniana Prima. Con l'arrivo dei Bulgari nell'area balcanica, iniziò una lotta secolare tra i bizantini e i nuovi venuti. Nel 972 cadde in mano bulgara e sotto il regno di Samuele divenne capitale del fugace Primo Impero bulgaro, ma già nel 1018 tornò sotto il governo di Costantinopoli.

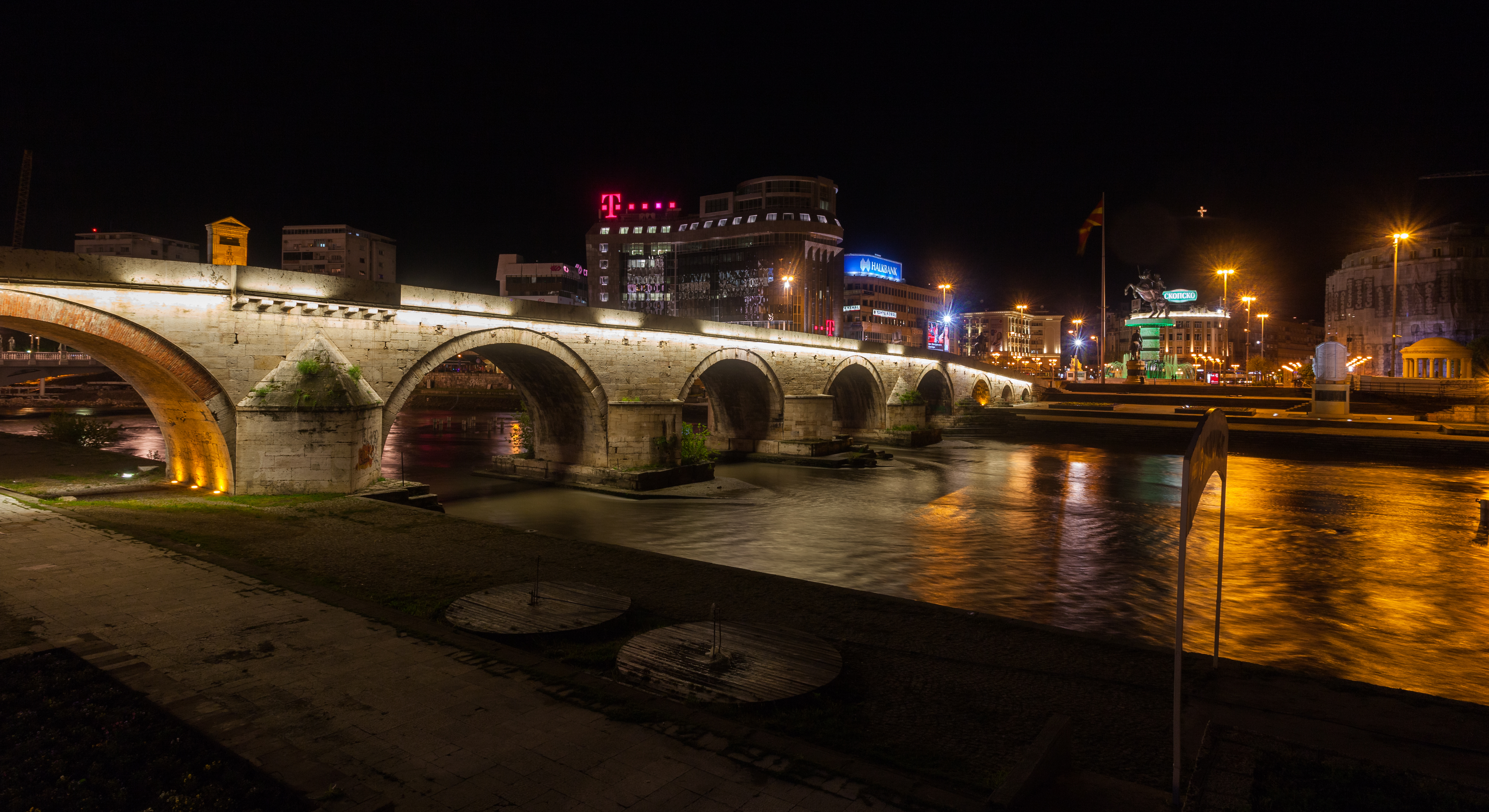
Ponte sul fiume Vardar

Nel 1282 il re serbo Stefano Uroš II Milutin entrò a Skopje e nel 1346 suo nipote Stefano Dušan, che ne aveva fatto la capitale del regno di Serbia, vi si proclamò imperatore (zar) "dei serbi e dei greci". Nel 1392 i Turchi Ottomani conquistarono la città sottraendola ai serbi e la ribattezzarono Üskub: iniziò così una dominazione lunga 520 anni, che lasciò un'impronta indelebile. Furono costruite importanti infrastrutture, tra cui il ponte sul Vardar, si aprirono alberghi, si innalzarono moschee e minareti. Skopje divenne una città cosmopolita, e proprio per questo motivo molti ebrei in fuga dalla Spagna si trasferirono qui; la popolazione raddoppiò e nonostante nel 1555 un terremoto l'avesse colpita, la città risorse rapidamente. Non si risollevò invece dal sacco perpetrato, nel 1689, dalle truppe austriache del generale Piccolomini. Dilagò anche un'epidemia di colera, scoppiata in origine tra gli occupanti, ma che ben presto decimò gli abitanti di Skopje, che non si risollevò più dopo quell'avvenimento.
Al termine della prima guerra balcanica, nonostante le rivendicazioni del governo di Sofia, Skopje fu annessa alla Serbia, che la tenne anche dopo il secondo conflitto balcanico. Invasa dai bulgari nel 1915, al termine della prima guerra mondiale tornò al neonato Regno dei Serbi, Croati e Sloveni, in seguito ribattezzato Regno di Jugoslavia. In questo periodo, accanto ai quartieri di impronta ottomana vennero costruiti il teatro nazionale ed altri edifici monumentali, celebrativi del passato ruolo della città come capitale dell’impero serbo di Dušan.
Durante la seconda guerra mondiale, su imposizione delle forze occupanti dell'Asse, Skopje venne annessa alla Bulgaria, come buona parte della Macedonia. Liberata nel 1944, divenne capitale della neonata Repubblica Socialista di Macedonia, integrata alla Jugoslavia di Tito.
Il disastroso terremoto del 1963 rase al suolo buona parte della città. Un sforzo ingente di cooperazione internazionale portò ad una ricostruzione secondo concezioni innovative per l'epoca, con l’edificazione di molti manufatti moderni a firma di architetti jugoslavi nonché di grandi nomi dell’architettura internazionale, sia occidentali che del blocco orientale. Vennero inoltre aperti i larghi viali alberati che tuttora attraversano la città.
Nel 1991, la Macedonia jugoslava diventò stato indipendente e Skopje ne rimase la capitale. Nel 2001 vi furono gravi scontri tra l'esercito macedone e i miliziani albanesi.

### Nome
Il nome della città in macedone è Skopje (Скопје). Questo nome deriva dall'antico nome greco Skoupoi, che probabilmente significa "torre d'osservazione", poiché l'area si trovava ai confini della Dardania e la Macedonia. Durante la dominazione romana la città viene menzionata sotto il nome di Scupi.
Sotto la dominazione turca, il nome diventò Üsküb ed era conosciuta come Uskub o Uskup nella maggior parte delle lingue europee occidentali durante il periodo del governo ottomano. Il nome serbo della città è Скопље (Skoplje) ed in tal modo era conosciuto nel mondo occidentale durante il periodo della monarchia jugoslava.

## Monumenti e luoghi d'interesse

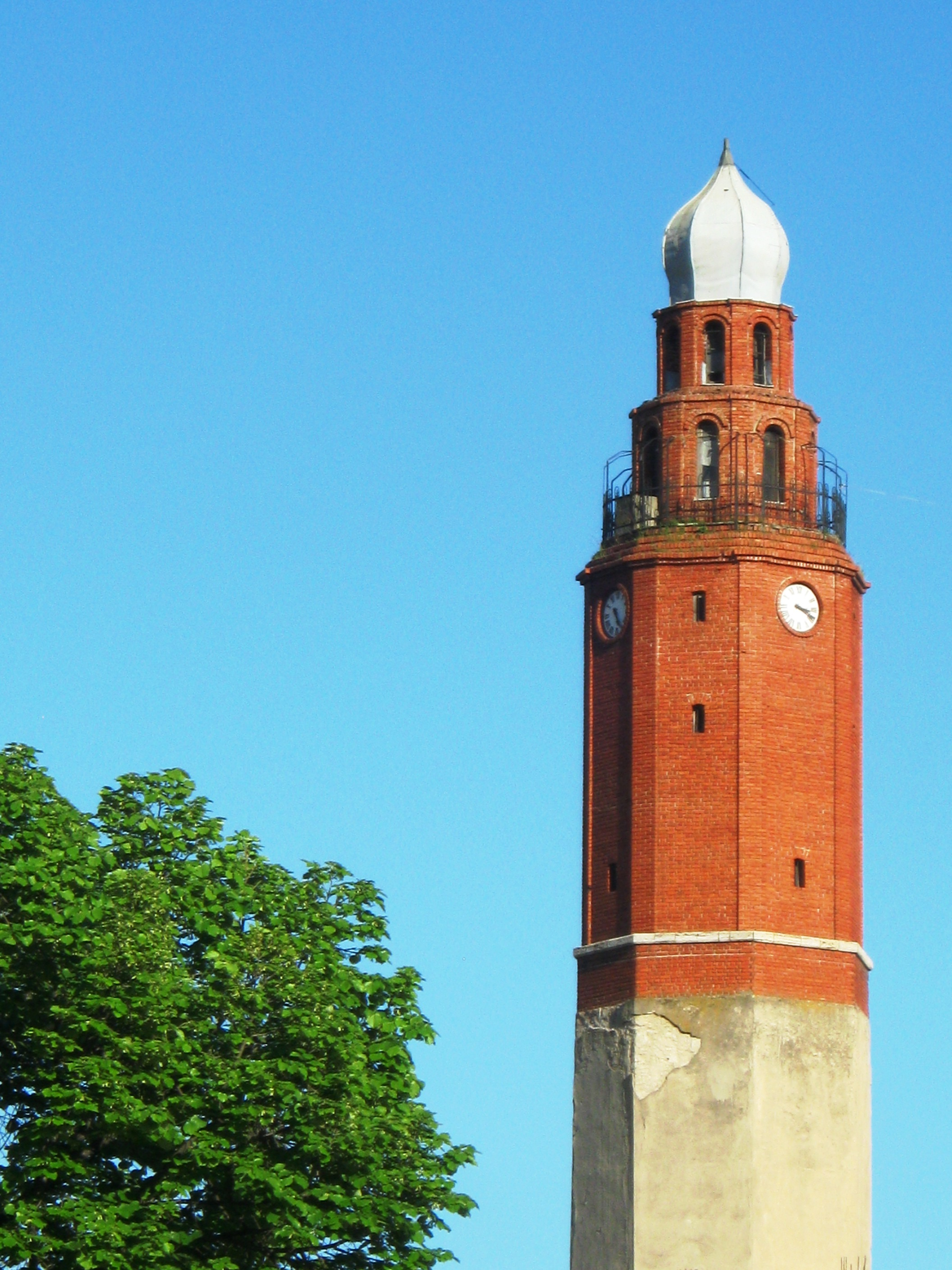
Torre dell'orologio

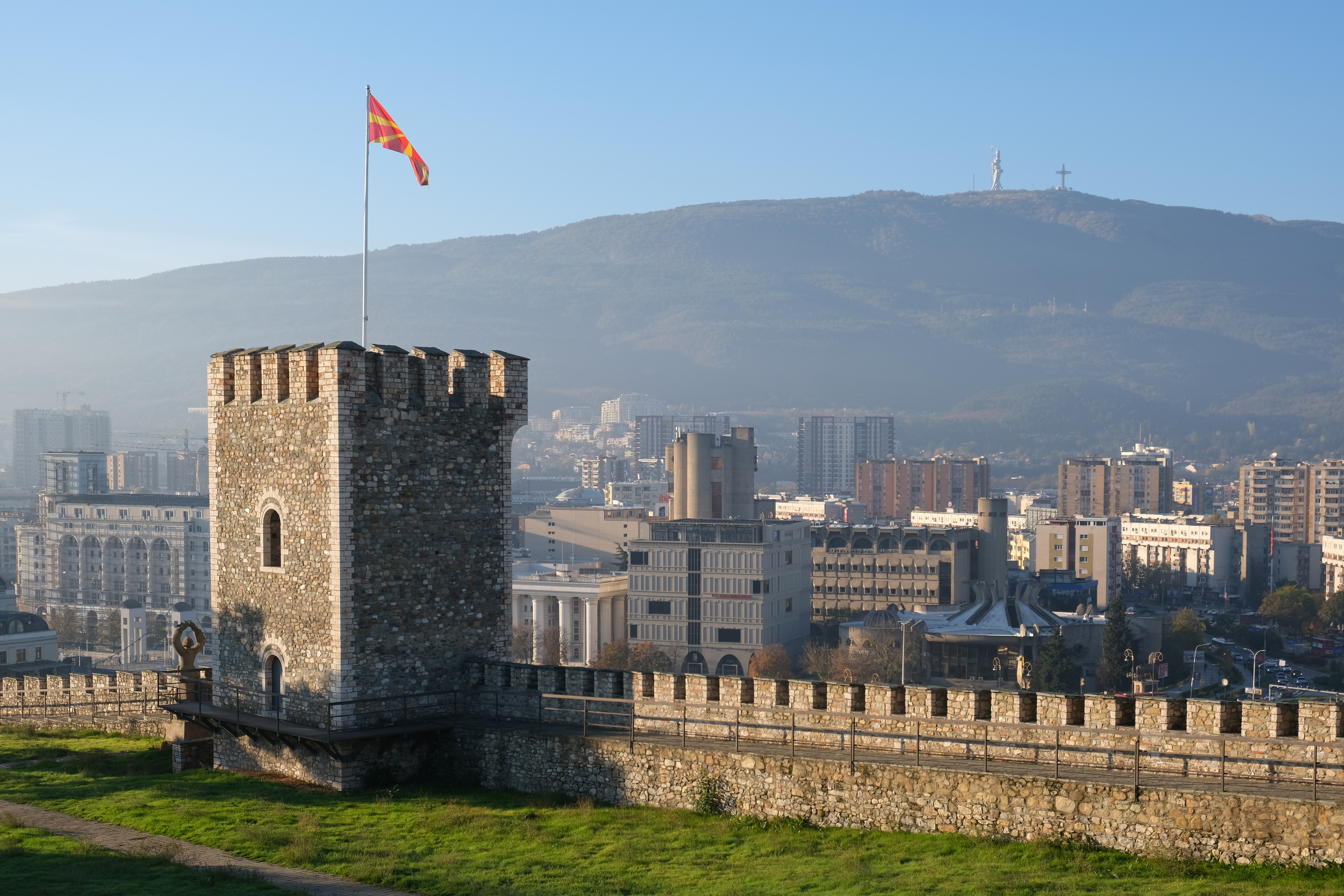
Antica fortezza medievale-bizantina

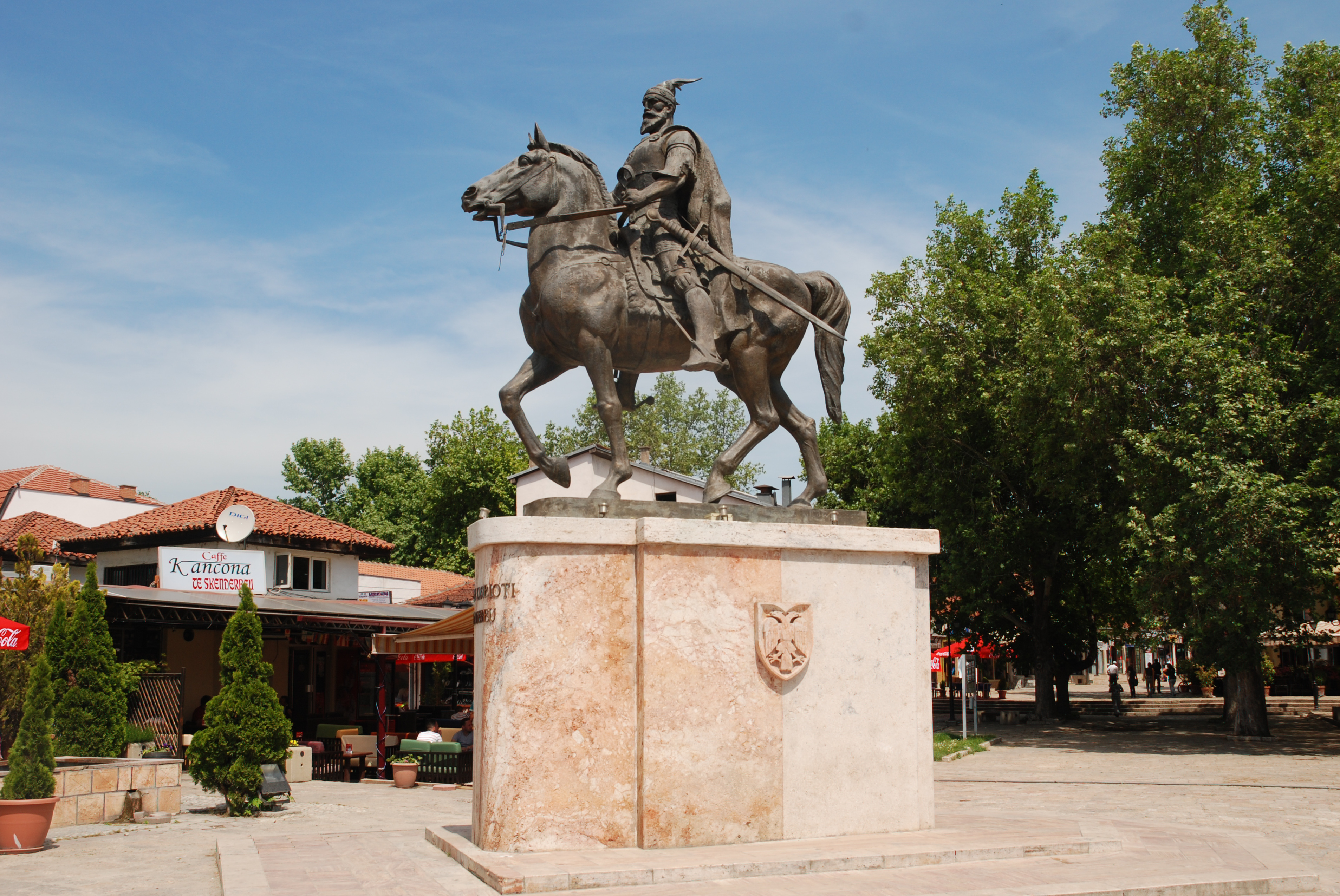
Statua equestre di Giorgio Castriota Scanderbeg (1978)

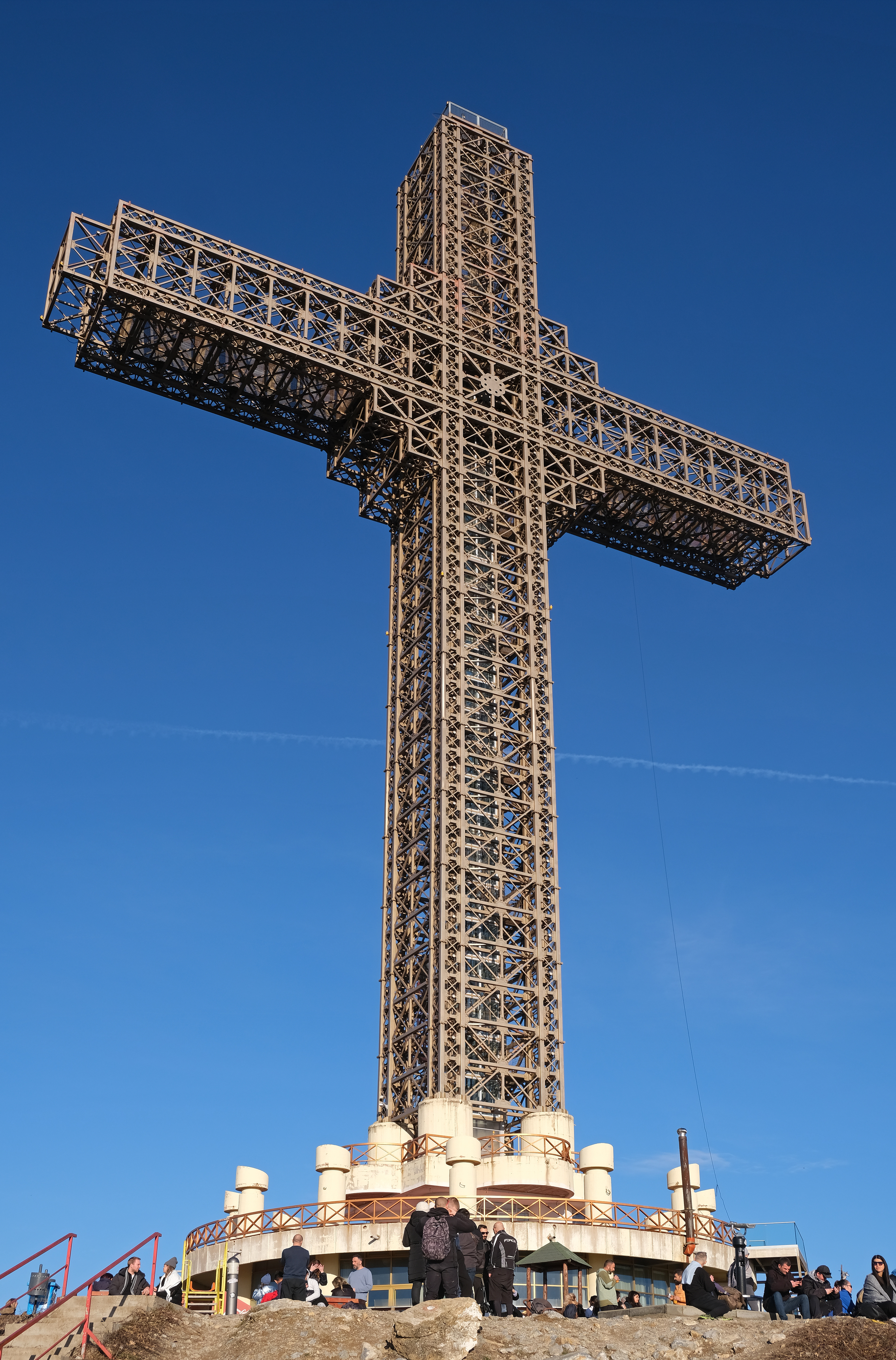
La Croce del Millennio, costruita nel 2001

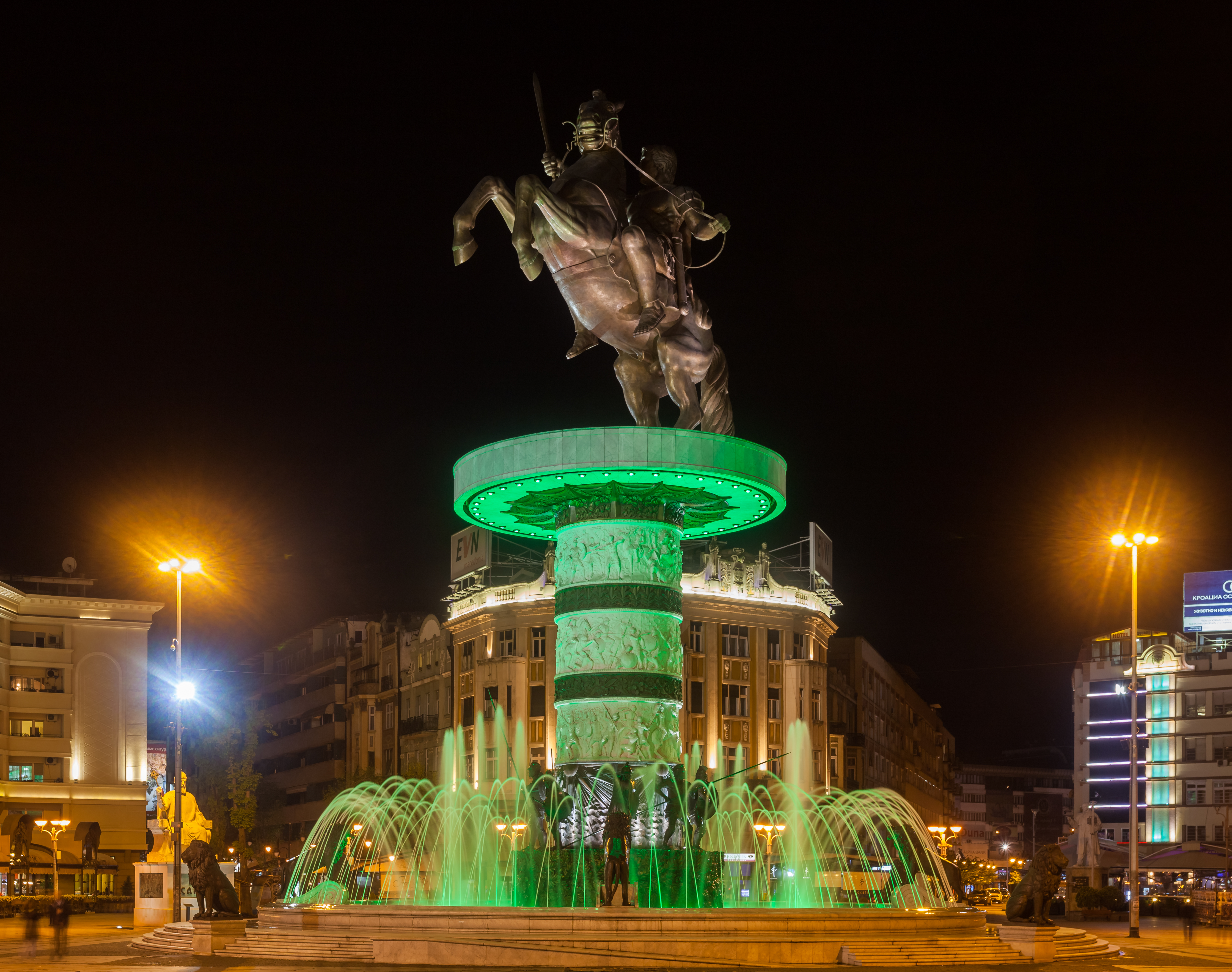
La moderna statua del guerriero a cavallo, eseguito dalla Fonderia Artistica Ferdinando Marinelli di Firenze (2014)

Il terremoto del 1963 ha distrutto diversi monumenti di rilievo e molte zone storiche ma sono comunque ancora visibili alcuni siti di rilievo culturale. Il nuovo piano urbanistico della città dopo il terremoto fu affidato al celebre architetto giapponese Kenzō Tange e i lavori furono terminati attorno al 1980.
Fra i monumenti della città si annoverano chiese bizantine, il ponte di pietra voluto dal conquistatore turco Maometto II e il bazar. È inoltre presente una targa commemorativa a ricordo della nascita di Madre Teresa di Calcutta, a cui recentemente è stato eretto un mausoleo in pieno centro, nella Makedonska Ulica.

### Architetture civili
- Acquedotto di Skopje d'epoca incerta, sorge a 2 km dal centro cittadino
- Bezisten mercato ottomano;
- Bagni Čifte, costruito nel XV secolo, ospita al suo interno la Galleria Nazionale della Macedonia;
- Bagni Daut Pascià, costruito nella seconda metà del XV secolo;
- Casa Memoriale di Madre Teresa di Calcutta
- Kapan An, è il più antico caravanserraglio della città;
- Kuršumli An, caravanserraglio del XVI secolo;
- Porta Macedonia, costruita nel 2011 nell'ambito del progetto urbanistico Skopje 2014;
- Scavi archeologici di Scupi, città romana progenitrice dell'attuale, distrutta da un terremoto nel 518;
- Statua del guerriero a cavallo, costruita nell'ambito del progetto urbanistico Skopje 2014;
- Suli An, caravanserraglio costruito per volontà del condottiero ottomano Isa-Beg Isaković;
- Teatro nazionale macedone, distrutto durante il terremoto del 1963, ricostruito nel 2013;
- Torre dell'Orologio costruita nella seconda metà del XVI secolo, è uno dei simboli della città;
- Ponte Dušan (Ponte delle Civiltà in Macedonia)

### Architetture militari
- Fortezza di Skopje

### Architetture religiose
- Cattedrale del Sacro Cuore di Gesù
- Chiesa dell'Ascensione di Gesù
- Chiesa di San Pantaleone, d'epoca bizantina, sorge nel sobborgo di Gorno Nerezi;
- Moschea Aladža, costruita a partire dal 1438;
- Moschea Isa Bey
- Moschea di Murat Pascià
- Moschea di Mustafà Pascià, costruita nell'ultimo decennio del XV secolo, ospita all'interno del suo complesso una türbe esagonale;
- Moschea Sultano Murad, costruita nel 1435 sui resti del monastero di San Giorgio;
- Moschea di Yahya Pascià, costruita nei primi anni del XVI secolo;

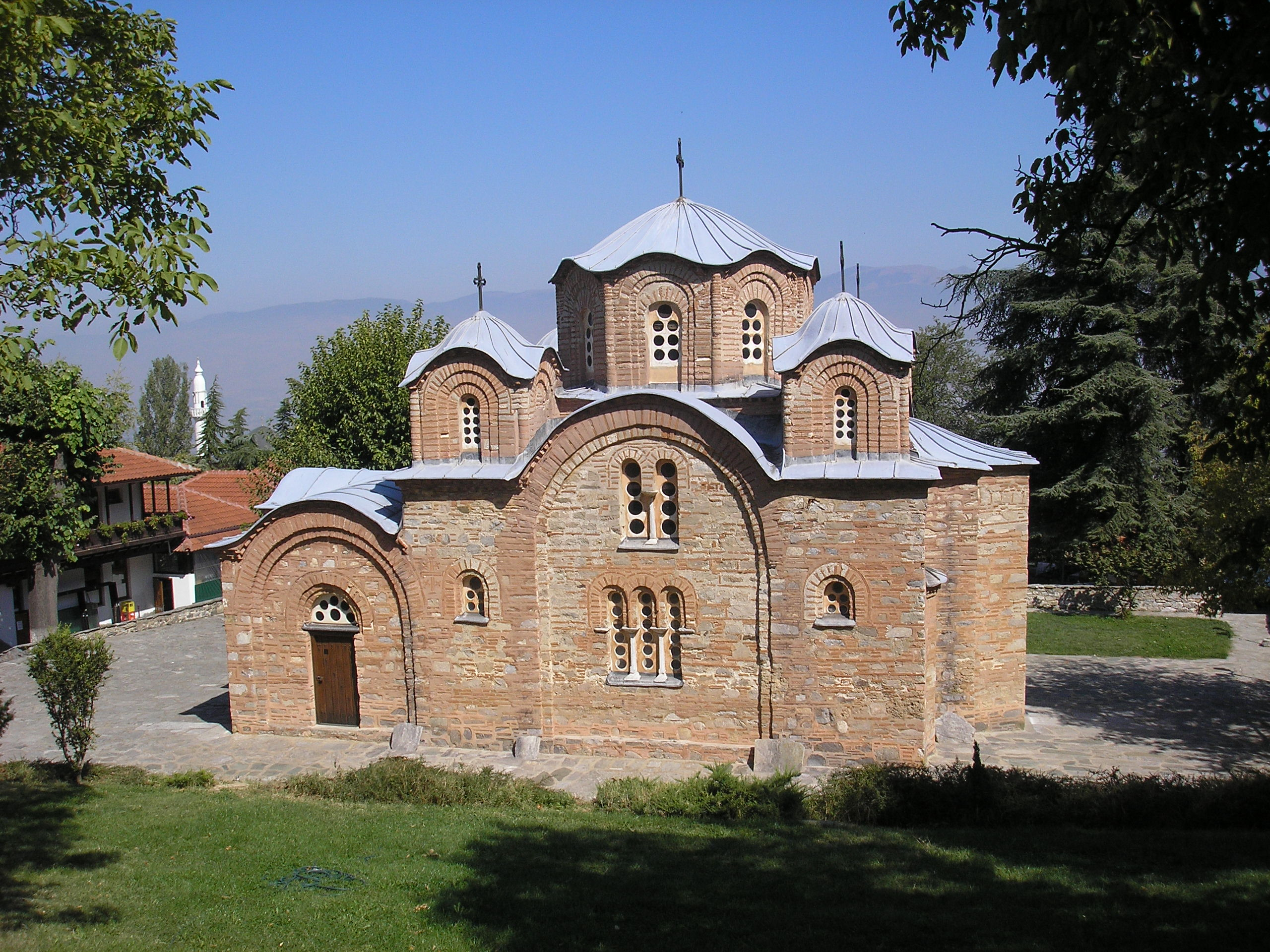
Chiesa Bizantina di San Pantaleone
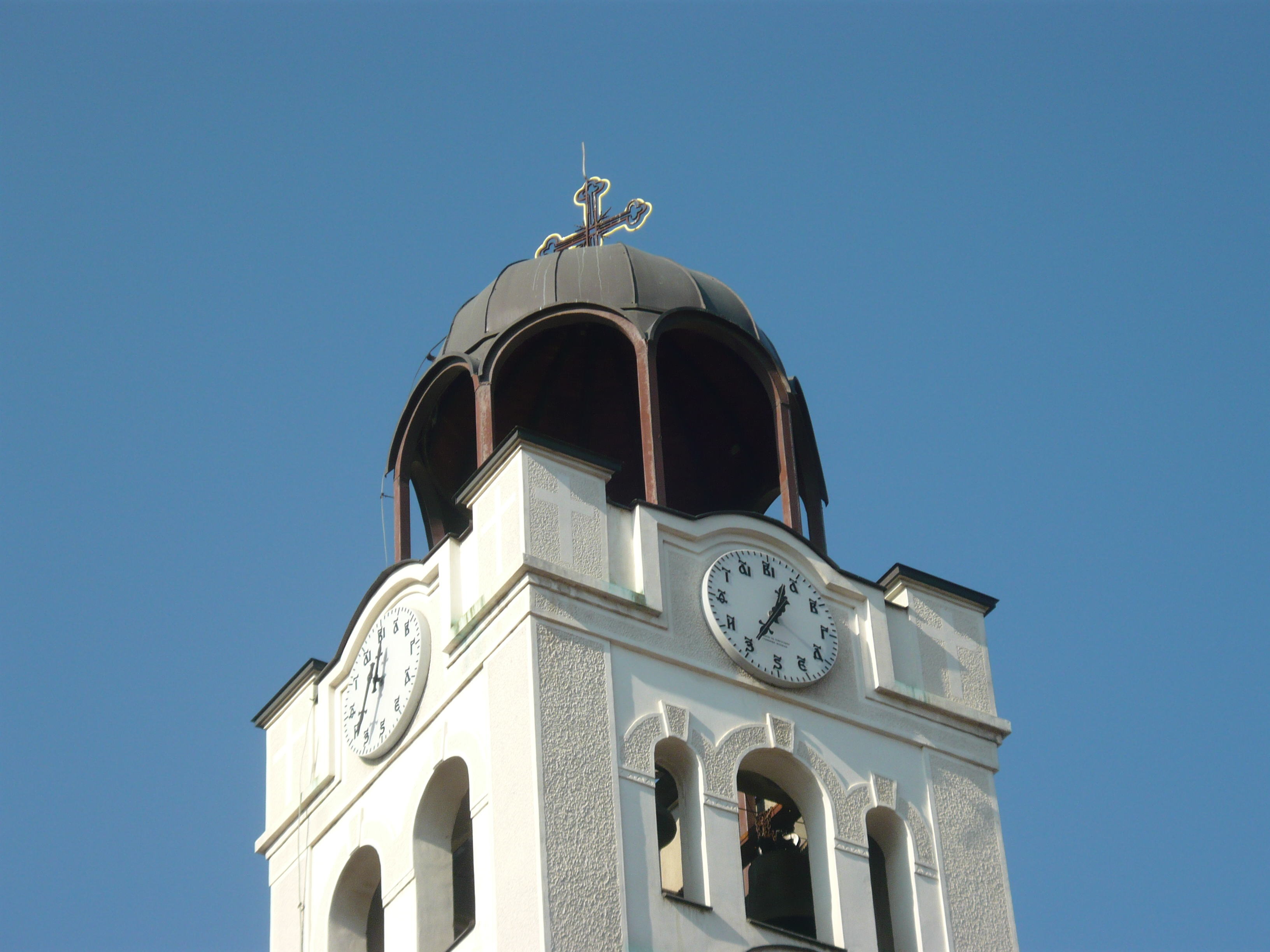
Campanile della Chiesa di San Demetrio Megalomartire
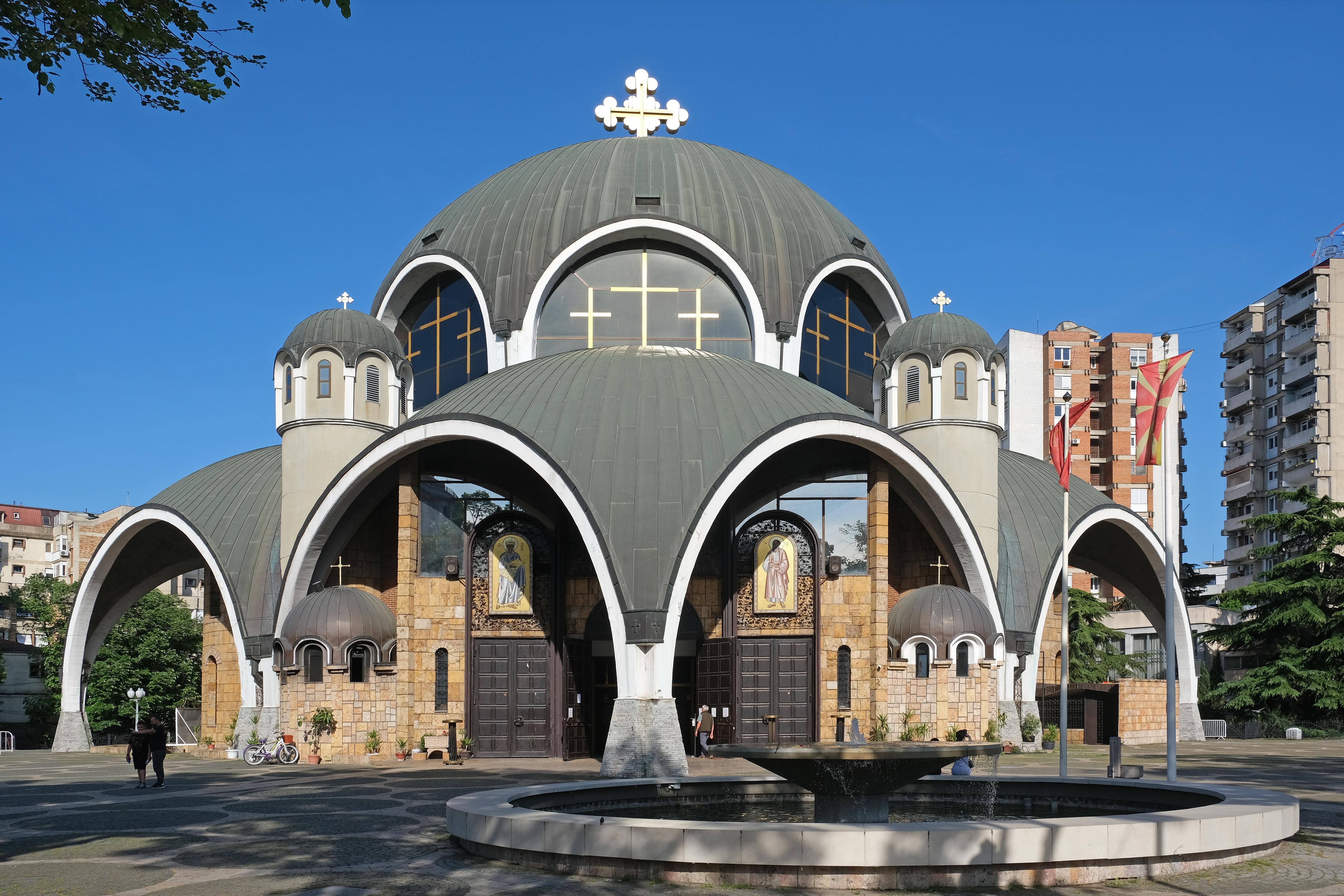
La chiesa di San Clemente di Ocrida. Progettata da Slavko Brezovski e consacrata nel 1990, è a pianta rotonda ed è composta solo da cupole e archi.
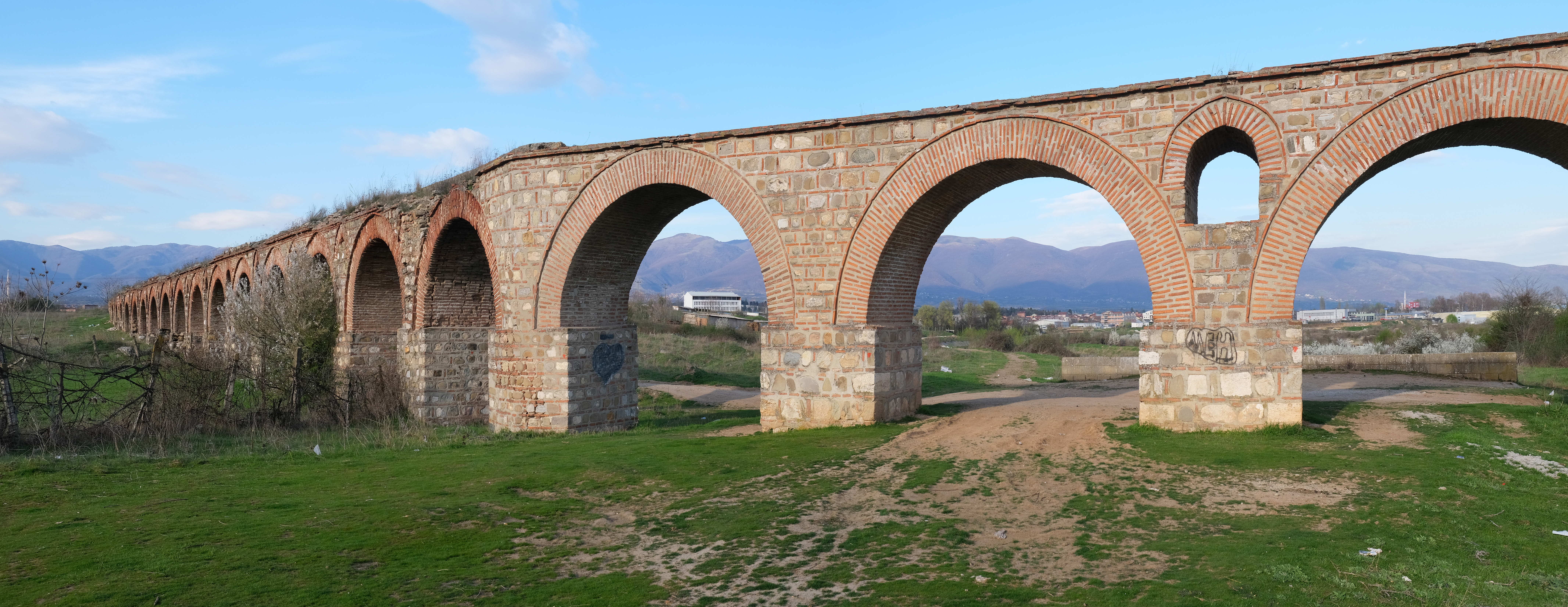
Acquedotto romano di Skopje
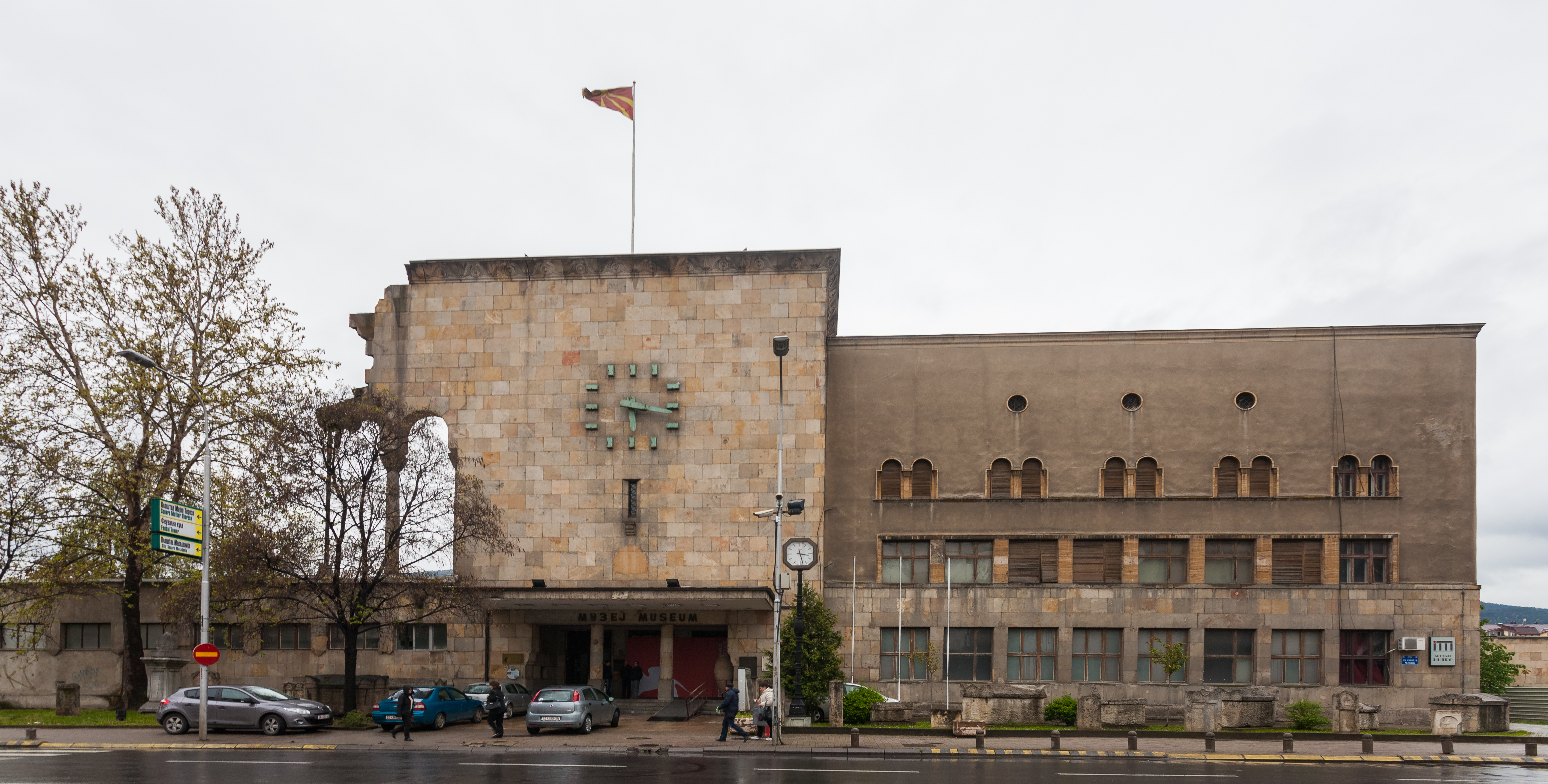
Vecchia stazione ferroviaria
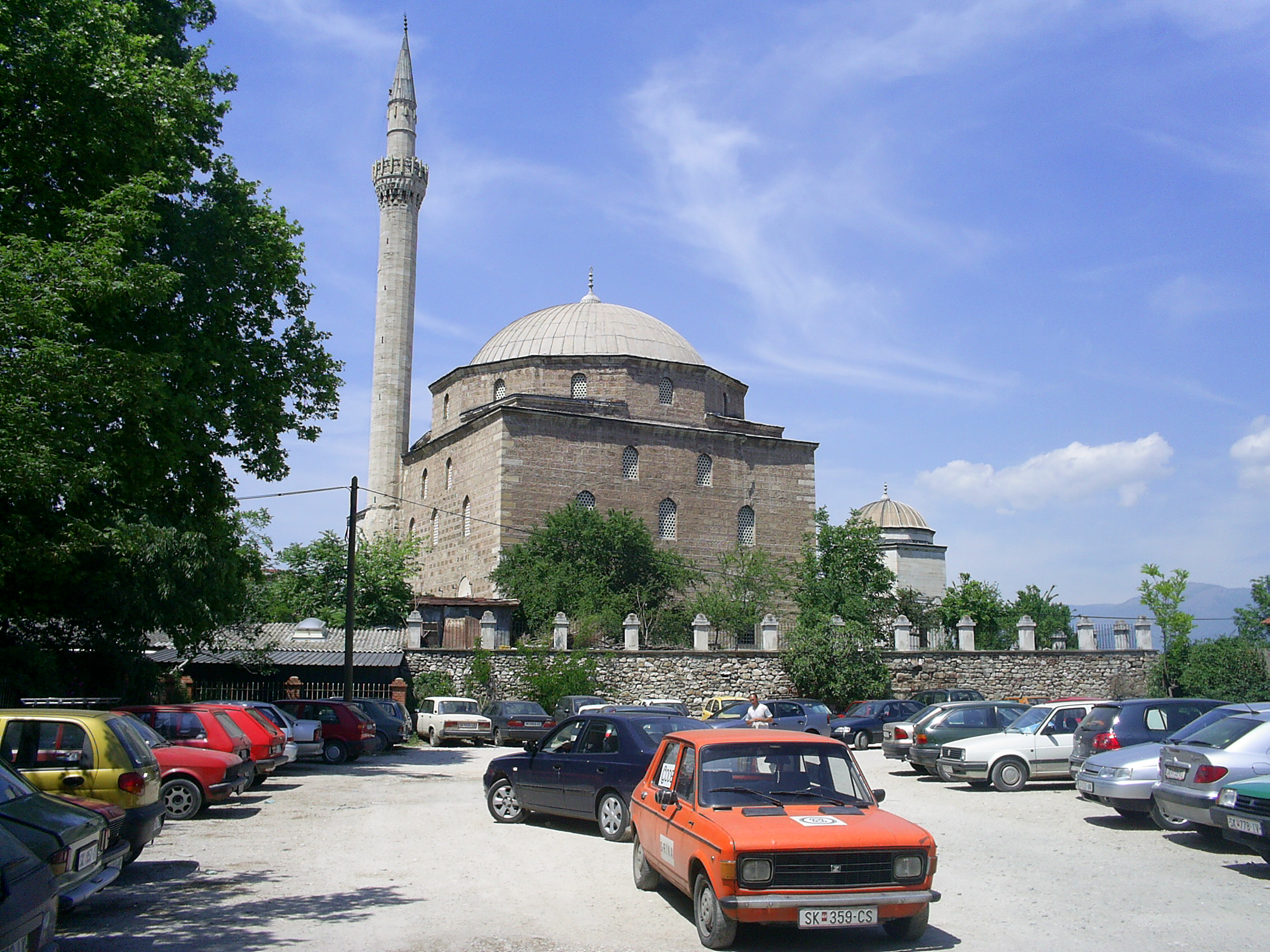
Moschea di Mustafà Pascià
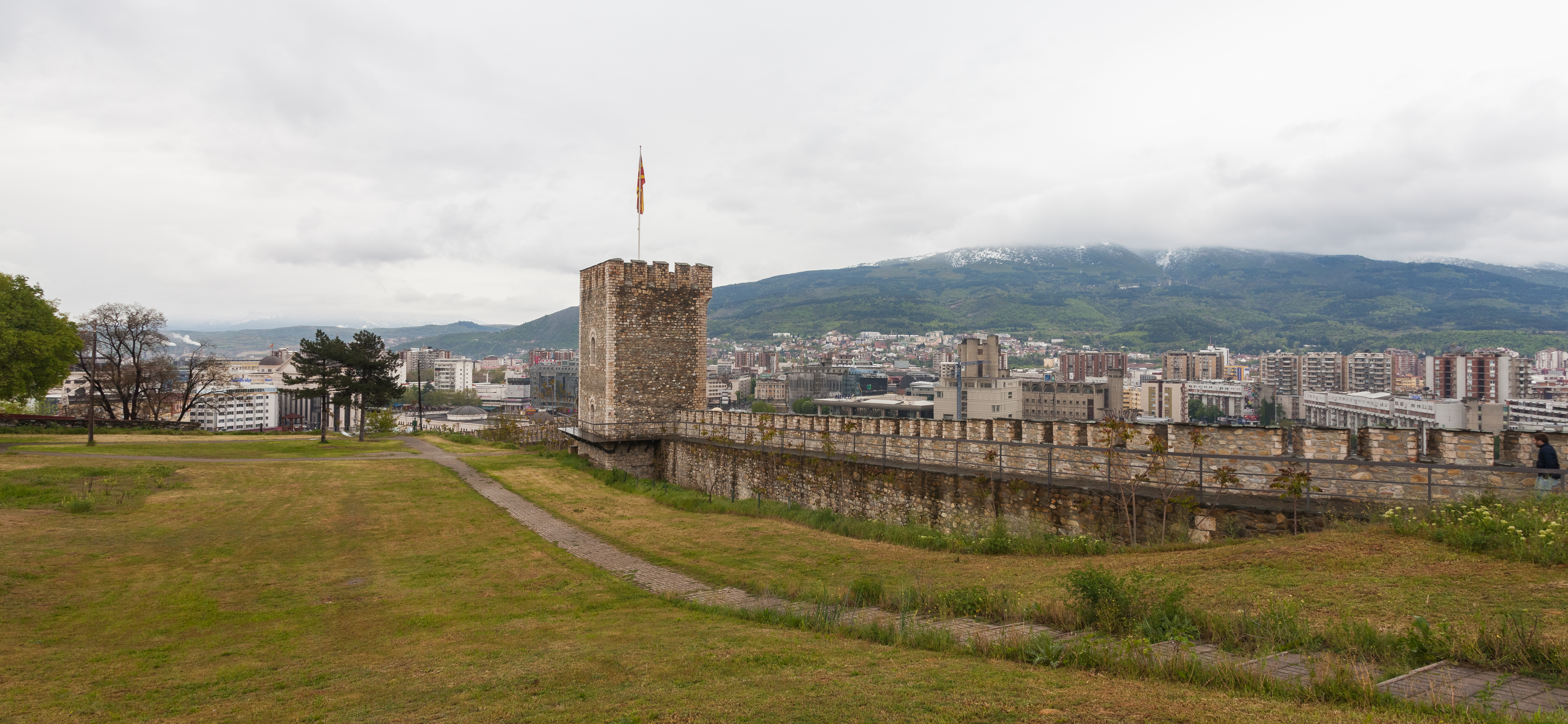
Fortezza di Skopje

## Società
Secondo il censimento del 2006 la popolazione di Skopje era di 668.518 persone.

### Composizione etnica
- Macedoni: 338 358 (66,75% della popolazione)
- Albanesi: 103 891 (20,49%)
- Rom: 23 475 (4,63%)
- Serbi: 14 298(2,82%)
- Turchi: 8 595 (1,70%)
- Bosniaci: 7 585(1,50%)
- Valacchi: 2 557 (0,50%)
- Altri: 8 167 (1,61%)

Skopje, così come l'intera Macedonia del Nord, presenta un quadro etnico molto variegato e complesso. In città e nella regione circostante infatti convivono principalmente Macedoni e una numerosa comunità albanese, tuttavia sono da segnalare anche minoranze rom, serbe, turche e bosniache. I comuni della Grande Skopje a maggioranza macedone sorgono principalmente sulla sponda destra del Vardar e sono: Aerodrom, Centar, Gorče Petrov, Karpoš e Kisela Voda. Anche i comuni di Butel e Gazi Baba, sebbene si trovino sulla riva sinistra del fiume, sono abitati in maggioranza da Macedoni. Il comune di Čair, che include anche l'area del vecchio Bazar di Skopje, e quello di Saraj sono invece popolati principalmente da Albanesi. Infine il comune di Šuto Orizari, presenta una popolazione in maggioranza di etnia rom.
Come previsto dalla legge macedone, quando in un comune una minoranza rappresenta oltre il 20% della popolazione, la lingua di tale etnia viene assunta come lingua ufficiale della municipalità. Per questa ragione nei comuni di Čair e Saraj accanto al macedone è riconosciuta e utilizzata la lingua albanese. A Šuto Orizari invece, caso unico al Mondo, la lingua ufficiale è il romaní.
Il 97,5% della popolazione sopra i 10 anni sa leggere e scrivere.

## Cultura

### Istruzione

#### Musei
Skopje ospita numerosi musei dedicati a differenti aspetti storici e culturali della capitale e dell'intera Macedonia del Nord. I principali musei sono il Museo della Città di Skopje, il Museo d'arte contemporanea, la Galleria nazionale della Macedonia, il Museo di Macedonia e il Museo di storia naturale. Nell'ambito del progetto urbanistico Skopje 2014 sono stati realizzati una serie di nuovi musei nel centro della città volti a celebrare il passato del paese balcanico. Essi sono: il Museo archeologico, il Museo della Lotta macedone, il Memoriale dell'Olocausto degli Ebrei della Macedonia e la Casa memoriale di Madre Teresa di Calcutta.

#### Università
Skopje ospita la più grande università della Macedonia del Nord, l'Università San Cirillo e Metodio, frequentata da oltre 60.000 studenti. Fu fondata nel 1949 ed è suddivisa in ventitré facoltà e cinque istituti di ricerca. Sono presenti a Skopje anche alcune università private.

## Geografia antropica

### Suddivisioni amministrative

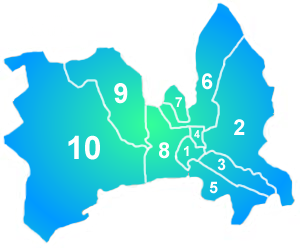
Le 10 municipalità di Skopje

La Grande Skopje (in macedone: Големо Скопје, Golemo Skopje) è la speciale organizzazione amministrativa della capitale all'interno del sistema legislativo della Macedonia del Nord. Costituita di 10 municipi, Skopje è nella sua interezza la capitale della Repubblica. Fa parte della regione statistica di Skopje (Скопски регион).
L'organizzazione della Grande Skopje, come un'unità distinta di autogoverno locale è definita dalla Legge di Skopje.
La Grande Skopje confina con Čučer-Sandevo e la Serbia a nord, con il Jegunovce e Želino ad ovest, con Sopište e Studeničani a sud, con Ilinden, Lipkovo e Aračinovo ad est.

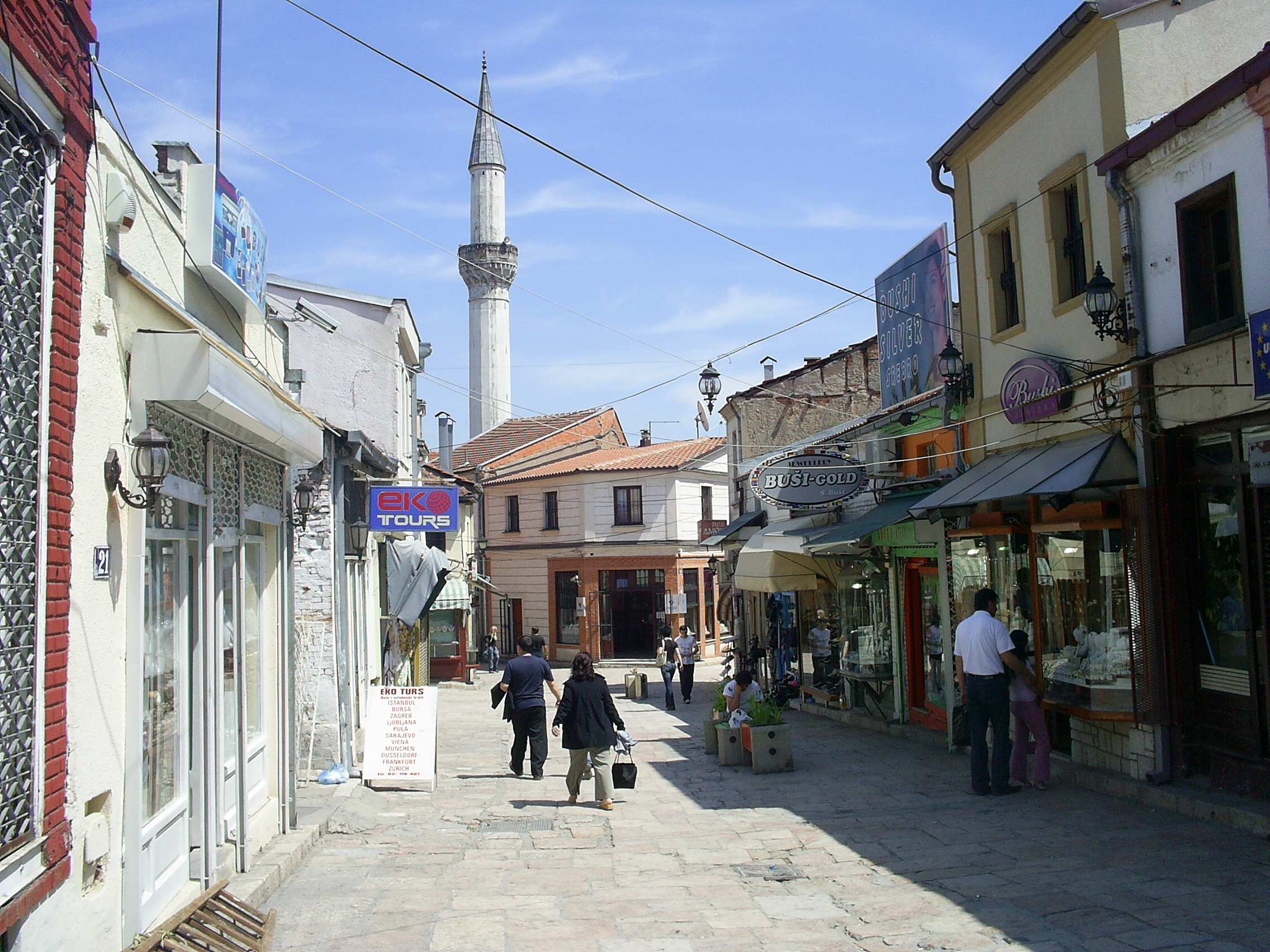
Una via del vecchio bazar cittadino.

I dieci municipi di Skopje sono:
| Comune (Општина)            | HASC   | Area urbana (km2) | Popolazione (2015) |
| --------------------------- | ------ | ----------------- | ------------------ |
| Aerodrom (Аеродром)         | MK.AD  | 21,85             | 114 550            |
| Butel (Бутел)               | MK.BU  | 54,79             | 58 199             |
| Čair (Чаир)                 | MK.CI  | 3,52              | 103 178            |
| Centar (Центар)             | MK.CE  | 7,52              | 72 749             |
| Gazi Baba (Гази Баба)       | MK.GB  | 110,86            | 115 647            |
| Gorče Petrov (Ѓорче Петров) | MK.GP  | 66,93             | 66 892             |
| Karpoš (Карпош)             | MK.KX  | 35,21             | 95 267             |
| Kisela Voda (Кисела Вода)   | MK.VD  | 34,24             | 91 444             |
| Saraj (Сарај)               | MK.AJ  | 229,06            | 57 095             |
| Šuto Orizari (Шуто Оризари) | MK.SO  | 7,48              | 36 024             |
| Grande Skopje               | Totale | 571.46            | 811 045            |

## Amministrazione

### Gemellaggi
Skopje è gemellata con:
- Bradford, dal 1961
- Digione, dal 1961
- Dresda, dal 1967
- Tempe, dal 1971
- East York, dal 1971
- Roubaix, dal 1973
- Waremme, dal 1974
- Norimberga, dal 1982
- Nanchang, dal 1985
- Suez, dal 1985
- Pittsburgh, dal 2002
- Istanbul, dal 2003
- Lecce, dal 2005
- Sofia, dal 2006
- Belgrado, dal 2006
- Sarajevo, dal 2007
- Craiova, dal 2007[9]
- Lubiana, dal 2007
- Podgorica, dal 2008
- Saragozza, dal 2008
- Breslavia
- Niš

## Sport

### Calcio
Il FK Rabotnički ed il FK Vardar Skopje sono i principali club calcistici cittadini, ed entrambi militano nel massimo campionato macedone. L'FK Shkupi è la squadra di riferimento della minoranza albanese residente in città.

### Pallacanestro
Nel basket, le squadre cittadine del MZT Skopje e del Rabotnički Skopje hanno vinto numerosi titoli e coppe nazionali.
Un'importante struttura sportiva è lo stadio Filippo II, dove si è disputata l'8 agosto 2017 la Supercoppa UEFA.